# 小果岭南槭
小果岭南槭（学名：Acer tutcheri var. shimadae）为槭树科槭属下的一个变种。

## 扩展阅读
- 維基物種上的相關：小果岭南槭